# CT–114 Tutor
A CT–114 Tutor sugárhajtású kiképző és gyakorló repülőgép, amelyet a kanadai Canadair repülőgépgyártó cég fejlesztett ki az 1950-es évek végén. Gyári típusjelzése CL–41. 1960. január 31-én repült először. Az 1960-as évek elején rendszeresítette a Kanadai Királyi Légierő (RCAF), ahol sugárhajtású kiképző repülőgépként használták. Kisebb mennyiségben exportálták is. Az 1960-as évek elején rendszeresítették, a gépek többségét 2000-ig kivonták. Mintegy 20 darab még napjainkban is repült a Kanadai Királyi Légierő Snowbirds bemutató csoportjánál, és a szolgálatból kivont gépek közül nélhány magánszemélyekhez kerültek. 

## Története
A repülőgép fejlesztését a Canadair repülőgépgyár kezdetben saját kezdeményezésére, kormányzati megbízás nélkül kezdte el, CL–41 gyári jelzéssel. A cél egy alapfokú kiképzésre és haladó szintű sugárhajtású továbbképzésre alkalmas repülőgép létrehozása volt. Az előzetes terveket 1957-re készítette el a Canadair tervező részlege. Annak ellenére, hogy nem volt kormányzati megbízás és finanszírozás, a Kanadai Királyi Légierő Kiképzési Igazgatóságának Sugárhajtású Kiképző Összekötő Bizottsága már a tervezés korai fázisába bekapcsolódott. Később a kanadai kormány és a Canadair együtt vállalta néhány prototípus megépítésének finanszírozását.

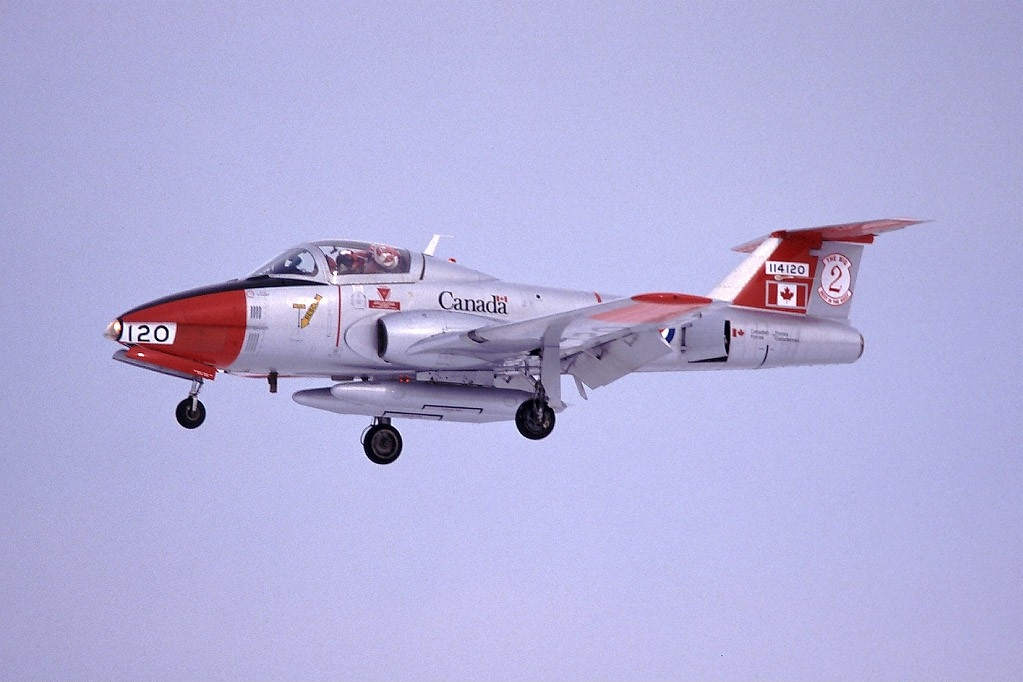
CT–114 Tutor leszállás közben

A prototípus első felszállását 1959 elejére tervezték, de a hajtóművel felmerült problémák miatt ezt elhalasztották. A prototípust egy Pratt & Whitney JT12A–5 gázturbinás sugárhajtóművel szerelték fel, amellyel a prototípus 1960. január 13-án végrehajtotta az első felszállását Ian MacTavish berepülőpilótával a fedélzetén.
1960 márciusában a Kanadai Királyi Légierő tesztcsoportja egyhetes tesztsorozatot végzett a repülőgéppel. Ezt megelőzően a csoport különböző francia, amerikai és brit kiképző repülőgépeket is értékelt. A tesztek során a repülőgép kedvező értékelést kapott, jónak értékelték a kezelhetőségét és a repülési teljesítményét.
A repülőgéppel szerzett kedvező tesztelési tapasztalatok nyomán a kanadai kormány 1961 szeptemberében 190 példányt rendelt meg a Kanadai Királyi Légierő számára. A repülőgépet  CT–114 Tutor típusjelzéssel rendszeresítették a légierőnél. A gépek többsége a nyugat-kanadai Moose Jaw-i légibázison (Saskatchewan tartomány) állomásozott, de több gépet a winnipegi légibázison (Manitoba tartomány) található Központi Repülőiskola használt.
A gép sorozatgyártása 1963-tól 1966-ig tartott, ezen időszak alatt összesen 212 darabot kyártottak.  A sorozatgyártású repülőgépekbe a prototípusoktól eltérően már a General Electric J85-ös gázturbinás sugárhajtóművét szerelték. Ez nem igényelte a repülőgép áttervezését, mert már a fejlesztési alatt úgy tervezték meg a törzset, hogy az több hajtóműtípus befogadására is alkalmas legyen.
Az 1960-as évek első felében a Canadair kifejlesztett egy felfegyverzett kiképző és földi célok elleni könnyű támadó változatot is. A CL–41G jelzésű változatnál a szárnyak alatti tartókra összesen 1814 kg-nyi fegyverzetet lehet rögzíteni. 1966 márciusában Malajzia 20 darabot rendelt a Maláj Királyi Légierő számára, ahol CL–41–G–5 Tebuan jelzéssel állították szolgálatban és elsősorban felkelők elleni harcra alkalmazták. A maláj légierő több mint 20 évig üzemeltette a típust, majd az olasz Aermacchi MB–339A-al váltották fel.
1967-ben átalakítottak 10 repülőgépet a Kanadai Királyi Légierő Golden Centennaires nevű bemutató csoportja számára, amely a kanadai államszövetség létrejöttének 100. évfordulóján számos műrepülő bemutatót tartott ezekkel a gépekkel 1967-es ünnepségsorozat után a bemutatócsoport feloszlott, így a repülőgépek visszakerültek a normál kiképzésbe. 1971-ben a légierő repülőiskoláinak alapjain új bemutató csoportot alapítottak, és ismét a típust választották a műrepülő bemutatók számára. A következő évben bemutató csoport felvette a Snowbirds nevet, majd 1977-ben a csoport a légierőben külön század lett (431 Air Demonstration Squadron). A Snowbirds által használt repülőgépeken csak kisebb módosításokat végeztek. Kerozinnal működő füstgenerátorral szerelték fel őket, és módosított hajtóműbeállítással repülnek.
1976-ban 113 darab repülőgépet korszerűsítettek, ekkor a repülőgép új avionikai rendszereket kapott, valamint ellátták két, a törzs alá függeszthető üzemanyag-póttartállyal.
A kanadai légierőben szolgált gépeket a 2000-ben vonták ki a szolgálatból, a helyüket a brit CT–155 Hawk és az amerikai CT–156 Harvard II kiképző repülőgépek vették át. 20 darab azonban továbbra is üzemel a légierő Snowbirds műrepülő bemutatócsoportjánál. 2021-ben a kanadai légierő szerződést kötött a Snowbirds gépeinek modernizálására, amely elsősorban az avionikát érinti. A modernizált gépek így a tervek szerint 2030-ig szolgálatban maradhatnak a bemutatócsoportnál.

## Műszaki jellemzői

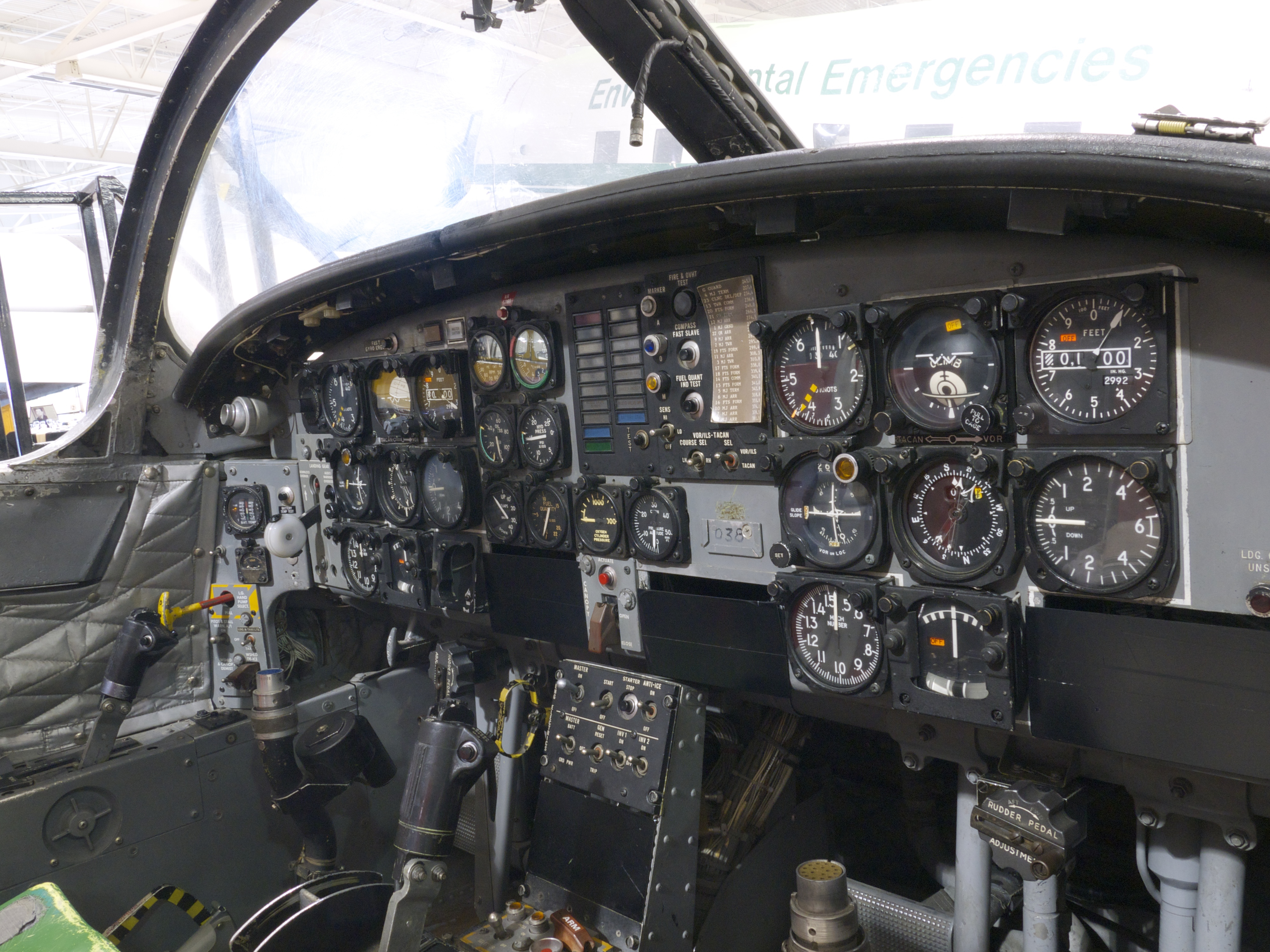
A repülőgép pilótakabinja

Hagyományos elrendezésű, teljesen fémből készült repülőgép. Alsószárnyas kialakítású, a szárnyak trapéz alaprajzúak. kismértékű V-beállítással rendelkeznek. A szárnytőben helyezték el a hajtómű levegőbeömlő nyílásait. A szárnyom ívelőlap található. A vezérsík T-elrendezésű. A féklapok a törzs hátsó részén, annak két oldalán találhatók.
A futómű, a szárnymechanizáció, a féklapok, az az orrkerék-kormányzás és a kerékfékek hidraulikus működtetésűek, a többi berendezés elektromos működtetésű. Futóműve tricikli elrendezésű, az orrfutó kormányozható. 
A pilótafülke kétszemélyes, egymás melletti üléselrendezésű. A kabin bal oldalán a növendék, a jobb oldalán az oktató katapultülése található. Csak a bal oldali műszerfal teljes műszerezettségű. A pilótakabin túlnyomásos és légkondicionált, maximum 20 kPa túlnyomás fenntartására alkalmas. A repülőgép műszeres repülésre (IFR) alkalmas, fel van szerelve a navigációhoz, műszeres és éjszakai kiképzéshez szükséges összes műszerrel.
A kormányszervek szervó nélküli, mechanikus működtetésűek és rugós működtetésű kompenzátorral vannak ellátva.

## Típusváltozatok

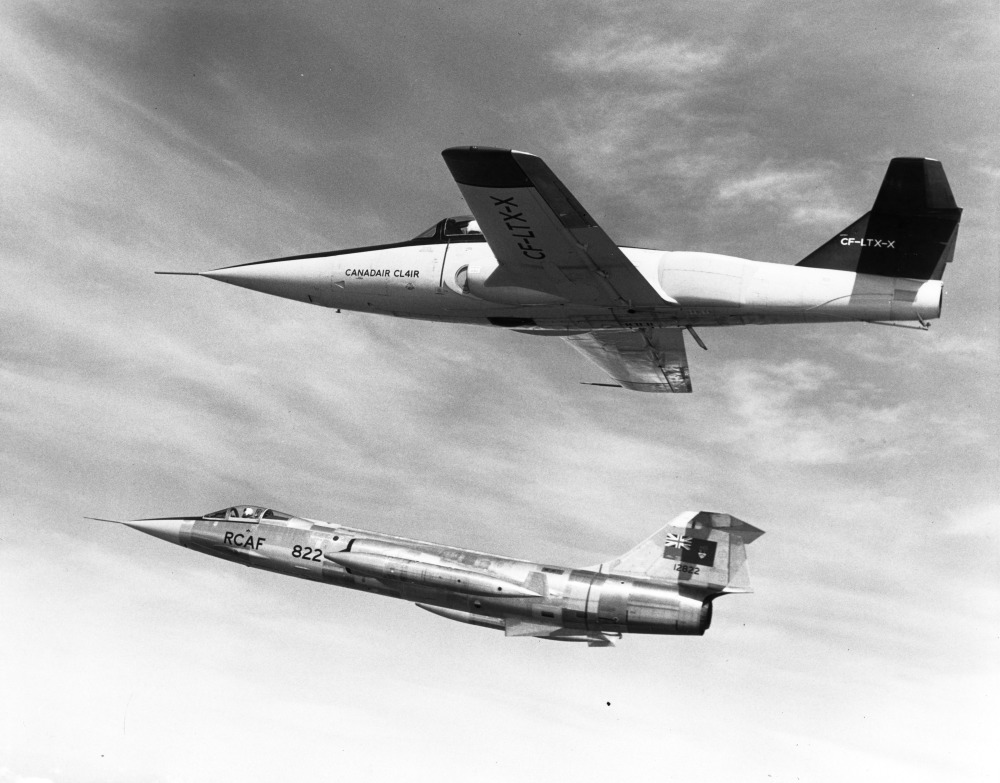
A CL–41R változat a CF–104 orr részével

- CL–41 – Prototípus, amelyből két példány készült a gyári tesztek céljaira (CF-LTW-X és CF-LTX-X lajstromjellel)
- CL– 41A – Sorozatgyártású változat, amelyet CT–114 jelzéssel rendszeresítettek a kanadai haderőnél. 190 darab készült.
- CL– 41G –  Felfegyverzett változat harci kiképzéshez és földi támogató feladatkörhöz. 20 darab készült. A Maláj Királyi Légierő rendszeresítette.
- CL– 41R –  A CF-LTX-X lajstromjelű prototípus módosított változata, amelynél a CF–104 vadászrepülőgép radarberendezést tartalmazó orr részét építették a repülőgéphez. A gépet a CF–104-es vadászgép radarberendezésének oktatására fejlesztették ki. Sorozatpéldány nem készült.

## Alkalmazók
- Kanada
  - Kanadati Királyi Légierő
    - Golden Centennaires (1967)
    - 2 Canadian Forces Flying Training School (1964–1999)
    - 431 Air Demonstration Squadron (1971-től)
- Malajzia
  - Maláj Királyi Légierő
    - 6. repülőszázad (1967–1985)
    - 9. repülőszázad (1967–1985)

## Műszaki adatok (CL–41A)

### Geometriai méretek és tömegadatok
- Hossz: 9,75 m
- Szárnyfesztáv: 11,07 m
- Magasság: 2,858 m
- Szárnyfelület: 20 m²
- Üres tömeg: 2195 kg
- Maximális felszálló tömeg: 4990 kg
- Felületi terhelés: 60 kg/m²

### Meghajtás
- Hajtóművek száma: 1 db
- Típus: Orenda J85–CAN–40 gázturbinás sugárhajtómű
- Maximális tolóerő: 11,8 kN

### Repülési jellemzők
- Maximális sebesség: 782 km/h
- Legnagyobb repülési magasság: 13 600 m
- Hatótávolság: 1519 km
- Emelkedőképesség: 21,4 m/s